# آي إف سي فلمز
آي إف سي فيلمز (بالإنجليزية: IFC Films) هي شركة أمريكية لإنتاج وتوزيع الأفلام مقرها مدينة نيويورك. وهي فرع من قناة الأفلام المستقلة المملوكة من قبل شبكة إيه إم سي التلفزيونية. تُوزِّع الأفلام المستقلة والأفلام الوثائقية تحت اسم علامتيها التجاريتين، سندانس سيليكتس (Sundance Selects) وآي إف سي ميدنايت (IFC Midnight). وهي تُدير مركز آي إف سي.

## وصلات خارجية
- آي إف سي فيلمز على موقع IMDb (الإنجليزية)

- الموقع الرسمي
- آي إف سي فلمز في قاعدة بيانات الأفلام على الإنترنت